# Частка ангелів (фільм)
Частка ангелів — комедійний драматичний фільм Кена Лоуча, в якому знялися Пол Бренніґан, Джон Геншов, Вільям Руен та Гарі Мейтленд. Дія відбувається у Глазго, Шотландія, у якій розповідається історія молодого батька, який дивом уникає тюремного ув'язнення. Він має намір покінчити із кримінальним минулим і почати життя із нового аркуша, а коли він і його друзі під час примусових робіт відвідують курси дегустування віскі, шлях до нового життя стає очевидним. Назва походить від поняття «доля (частка) ангелів», терміна для позначення певного об'єму віскі, що випаровується під час витримки в дубових бочках.

## Сюжет
Новоспечений батько Роббі всіма силами намагається покінчити зі своїм кримінальним минулим, та не все так просто. Під час чергової «справи» він чудом не потрапляє за ґрати, а обмежується примусовими роботами. Роббі та його новим товаришам Ріно, Альберту і Мо призначають наставника — Гаррі, який підпільно навчає їх мистецтву дегустації віскі. Головний герой відкриває в собі справжній талант: він без проблем може відрізнити найбільш рідкісні і дорогі сорти напою. У цьому хлопець і починає вбачати шлях виходу з кримінального світу, щоб почати життя заново.

## У ролях
| Актор          | Роль         |
| -------------- | ------------ |
| Пол Бренніґан  | Роббі        |
| Джон Геншов    | Гаррі        |
| Гарі Мейтленд  | Альберт      |
| Жасмін Ріґґінс | Мо           |
| Вільям Руен    | Ріно         |
| Роджер Аллам   | Таддеус      |
| Девід Ґудол    | Добі         |
| Сіобан Рейлі   | Леоні        |
| Родерік Кові   | Ентоні       |
| Скотт Кайл     | Кленсі       |
| Нейл Лейпер    | Сніпер       |
| Гілберт Мартін | Метт         |
| Деніел Портмен | друг Сніпера |

## Виробництво
Фільм продюсували кінокомпанії Sixteen Films, Why Not Productions і Wild Bunch. Він був фінансово підтриманий Британським інститутом кінематографії, компаніями Les Films du Fleuve, Urania та France 2 Cinéma. Зйомки у Глазго і Единбурзі розпочалися 25 квітня 2011.

## Прокат
Фільм змагався за пальмову гілку на Каннському фестивалі, де режисер стрічки виграв Приз журі. Це 11-й фільм Лоуча за 31 рік його діяльності, що змагається на Французькому фестивалі. Entertainment One придбала права на розповсюдження стрічки для Великої Британії та Ірландії. Фільм вийшов у світовий прокат 1 червня.

### Оцінка критиків
Частку ангелів критики зустріли похвально. Сайт Rotten Tomatoes звітує, що фільм отримав позитивну оцінку від 88 % критиків, базовану на 94 відгуках, із середнім рейтингом 7.1/10. Він був номінований на Премію «Магрітт» і виграв Приз журі на Каннському фестивалі 2012 року, що входить трійки найпрестижніших премій фестивалю.

### Домашній перегляд
Entertainment One випустив Частку ангелів на Blu-ray Disc та DVD 24 вересня 2012 у Великій Британії.